# Wilhelm Kösters
Wilhelm Kösters (* 25. April 1876 in Münster; † 28. Juli 1950 ebenda) war ein deutscher Physiker und Metrologe. Seit 1917 war er Leitender Direktor der Physikalisch-Technischen Reichsanstalt (PTR) in Berlin und ab 1948 erster Präsident der Physikalisch-Technischen Bundesanstalt (PTB) in Braunschweig.

## Leben und Wirken
Kösters wurde als Sohn des Drechslermeisters August Kösters und seiner Frau Angela (geborene Ossendorf) im Münster geboren. Er studierte Physik, Mathematik, Chemie und Mineralogie in den Städten Münster, Greifswald und Bonn. Er wurde dort im Jahr 1899 mit einer Arbeit Über die elektrische Ladung elektrolytisch frisch hergestellter Gase zum Dr. phil. (Doktor der Naturwissenschaften) promoviert. Anschließend war er kurzzeitig als Assistent für Physik an der Technischen Hochschule in Darmstadt tätig und trat im selben Jahr in die „Kaiserliche Normaleichungskommission“ (ab 1918 „Reichsanstalt für Maß und Gewicht“) in Berlin-Charlottenburg ein. Kösters war seit 1917 Leiter des Längenmesslaboratoriums, der späteren Abteilung 1 der PTR, und entwickelt einen Interferenzkomparator für Längenmessungen. Im Jahr 1926 entwickelte er den nach ihm benannten „Kösters-Komparator“ und führte 1928 die Normallampen für interferenzielle Längenmessungen von Endmaßen mit Hilfe dieses Komparators ein. 1960 erfolgte die Wellenlängendefinition des Meters, die auf der Grundlage seiner gemeinsamen Forschungen mit Ernst Engelhard basierte.
Kösters war mit Helene Emilie (geborene Terppe) verheiratet und hatte mit ihr drei Kinder.

## Weiteres Engagement und Auszeichnungen
- Kösters war seit 1921 Mitglied des Internationalen Komitees für Maß und Gewicht (CIPM) und vertrat Deutschland bei der Generalkonferenz für Maß und Gewicht (CGPM). Zudem war er Obmann des Arbeitsausschusses Messwesen im Deutschen Normenausschuß.

- Er setzte sich in den 1930er Jahren für die Gründung einer Internationalen Organisation des gesetzlichen Meßwesens (OIML) ein, die jedoch erst 1955 nach seinem Tode verwirklicht wurde.[6]

- Er wurde 1949 als ordentliches Mitglied in die Braunschweigische Wissenschaftliche Gesellschaft (BWG) aufgenommen.[7]

- Er wurde in Stuttgart zum Prof. Dr.-Ing. E. h. ernannt.

## Schriften (Auswahl)
- Über die Elektrische Ladung elektrolytisch frisch hergestellter Gase (= Dissertation, Universität Bonn). J. A. Barth, Leipzig 1899, doi:10.1002/andp.18993050903.
- Der grosse Komparator der Kaiserlichen Normal-Eichungskommission. Julius Springer, Berlin 1912, OCLC 162678216, S. 85–109.
- Ein neuer Interferenzkomparator f. unmittelbaren Wellenlängenanschluß. In: Zeitschrift für Feinmechanik und Präzision. Nr. 34. Verlag für Technische Literatur, Mühlhausen 1926, S. 55–59.
- Anwendung der Interferenzen zu Messzwecken. In: Handbuch der physikalischen Optik. Band 1. J. A. Barth, Leipzig 1926/27, OCLC 728387786.